# Johann Erich von Schönfeldt

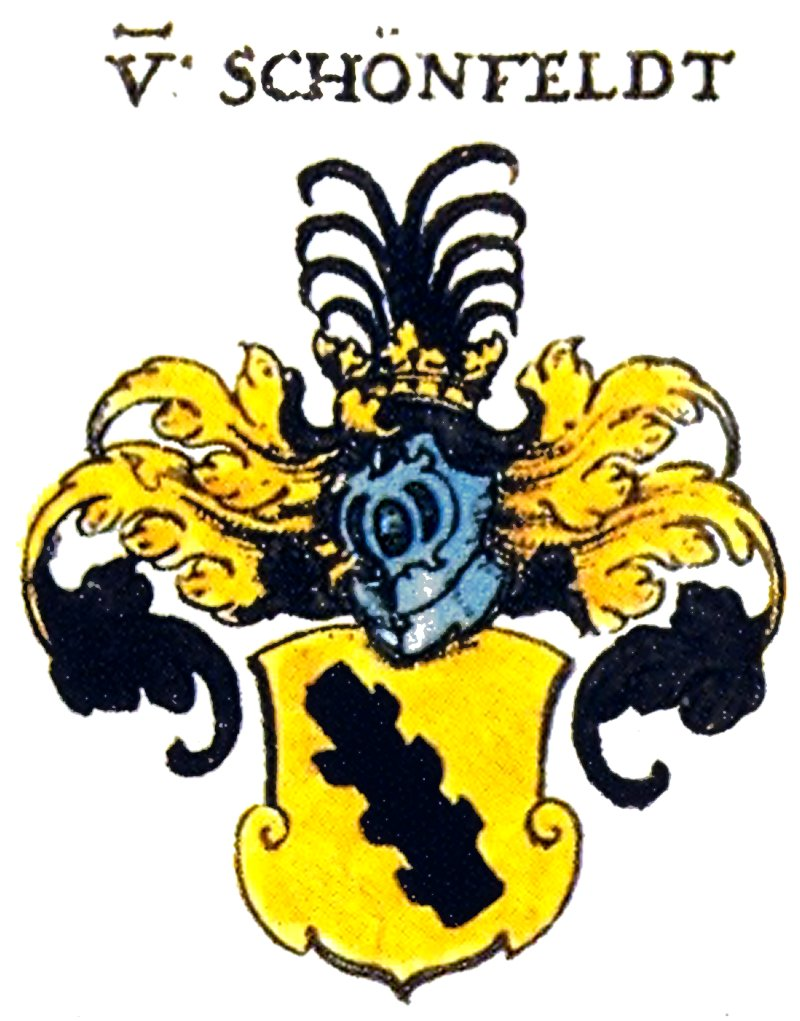
Wappen derer von Schönfeldt

Johann Erich von Schönfeldt, auch von Schönfeld, (* 21. September 1659 in Löbnitz; † 4. August 1724 in Leulitz, begraben in Löbnitz) war ein deutscher Rittergutsbesitzer, Lehn- und Gerichtsherr sowie Kirchen- und Schulpatron.

## Leben
Er stammte aus dem sächsischen Adelsgeschlecht von Schönfeldt und erhielt aus der elterlichen Erbmasse die beiden Rittergüter Leulitz und Löbnitz-Hofteil im Amt Delitzsch.

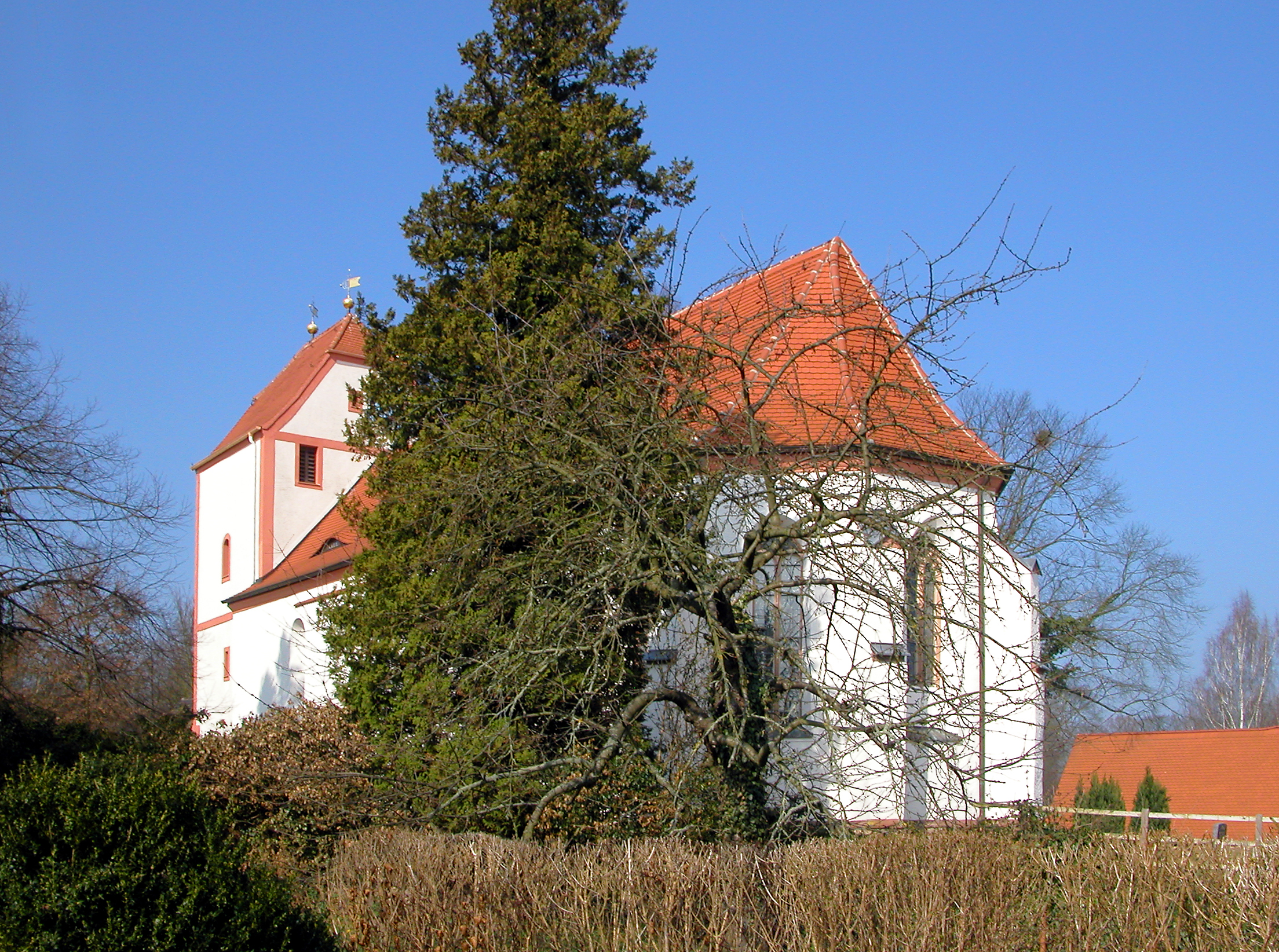
Kirche in Leulitz mit von Schönfeldt errichtetem Westturm

Am 11. Januar 1692 erwarb er von den Miltitz-Brüdern Alexander, Regierungsrat und Hofmeister in Hessen-Darmstadt, Dietrich, Generaladjutant des Königs von England, Haubold, kurfürstlich-sächsischer Hauptmann, Heinrich Siegmund, Kornett in Holland, Carl Gebhardt, lüneburgischer Rittmeister, Eustachius, württembergischer Hauptmann und Joachim Heinrich, kurfürstlich-sächsischer Leutnant, das Rittergut Beerendorf samt Zubehör für 19.550 Gulden.
1694 wurde er von der Lehnskanzlei des Kurfürsten von Sachsen mit der Rittergütern Leulitz und Beerendorf belehnt. Als Erb- und Gerichtsherr war er auch Kirchen- und Schulpatron. In dieser Eigenschaft veranlasste er in den Jahren 1714–1716 eine Vergrößerung der Rundbogenfenster und die Errichtung eines neuen Westturms an der St.-Laurentiuskirche in Leulitz.
Er ließ sich als Freiherr ansprechen. Der Nachweis über eine Erhebung in den Freiherrenstand fehlt allerdings.
Nach seinem Tod übernahm sein Sohn Johann Christian von Schönfeldt (1701–1762) die drei Rittergüter Leulitz, Beerendorf und Löbnitz-Hofteil.